# 那菲早熟禾
那菲早熟禾（学名：Poa nephelophila）为禾本科早熟禾属下的一个种。